# Gluta tavoyana
Gluta tavoyana là một loài thực vật có hoa trong họ Đào lộn hột. Loài này được Hook.f. mô tả khoa học đầu tiên năm 1876.